# Côte d'Or (cioccolato)
Côte d'Or è un marchio di cioccolato belga di proprietà di Mondelez.
Côte d'Or è stato fondato nel 1883 da Charles Neuhaus, un produttore di cioccolato che utilizzò il nome Côte d'Or (in francese Costa d'Oro), in riferimento all'antico nome dell'attuale Ghana, il luogo di provenienza della maggior parte del cacao utilizzato nell'industria del cioccolato.
Il marchio Côte d'Or è stato rilevato da Jacobs Suchard nel 1987; Jacobs Suchard è stato a sua volta rilevato dalla Kraft General Foods nel 1990.
In Belgio si conta un consumo di circa seicento milioni di prodotti del marchio Côte d'Or ogni anno. Quotidianamente, la fabbrica Côte d'Or di Halle (vicino a Bruxelles) produce 1,3 milioni di mignonnette (piccole barrette di cioccolato) e 2 milioni di chokotoffs (bonbon al cioccolato).